# Doudou (Ouarkoye)
Pour les articles homonymes, voir Doudou.
Ne doit pas être confondu avec Doudou (Ténado).
Doudou est une commune située dans le département de Ouarkoye de la province du Mouhoun au Burkina Faso.

## Éducation et santé
La commune accueille un centre de santé et de promotion sociale (CSPS).